# Karl Grosser
Karl Grosser (ur. 3 listopada 1850 w Kowarach, zm. 10 grudnia 1918 we Wrocławiu) – niemiecki architekt, czynny głównie na Dolnym Śląsku, zwłaszcza we Wrocławiu.
Ukończył architekturę w berlińskiej Akademii Budownictwa. W 1877 zamieszkał na stałe we Wrocławiu, gdzie na początku XX w. był miejskim radcą budowlanym. 

## Projekty i realizacje we Wrocławiu

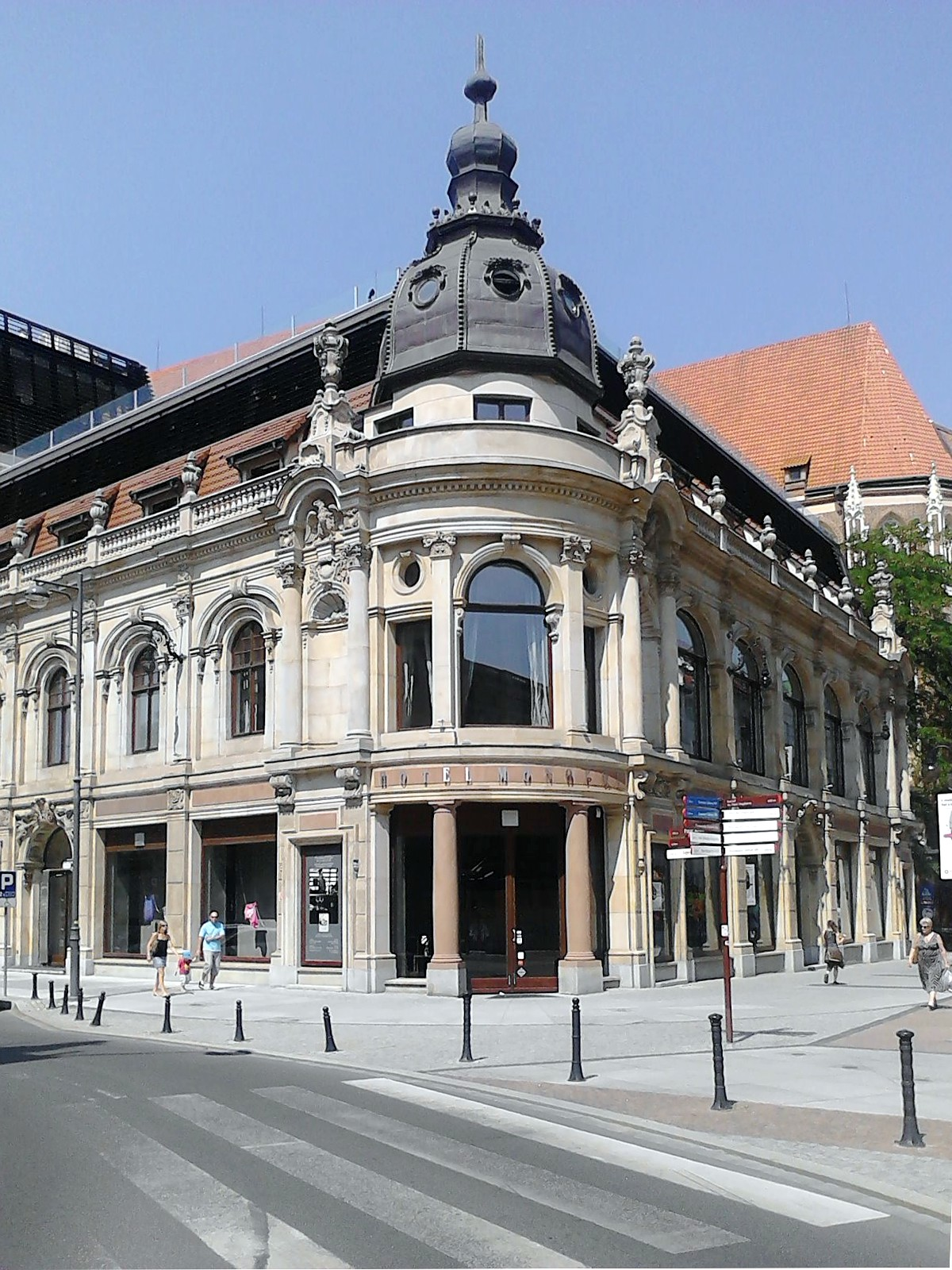
Hotel Monopol we Wrocławiu

- 1897 – eklektyczny budynek domu towarowego Paul Schottländer przy skrzyżowaniu ulicy Świdnickiej z ul. Ofiar Oświęcimskich (nr 5, obecnie H&M)
- gmach Banku Rolnego przy skrzyżowaniu ul. Wierzbowej i Teatralnej (istniejący do dziś)
- 1892 – Hotel Monopol przy ul. Świdnickiej (Grosser nie tylko zaprojektował, ale był też współwłaścicielem budynku wraz z Wallenbergiem - Pachaly) (zachowany)
- 1898–1899 – Szpital Krajowego Zakładu Ubezpieczeń – dziś szpital onkologiczny im. L. Hirszfelda
- zakończenie budowy Muzeum Sztuk Pięknych według projektu Ratheya
- kamienice czynszowe nr 6, 8, 10 przy dzisiejszej ul. Hercena (współautor: Heinrich Brost) (zachowane)
- willa przy ul. Orlej 5 we Wrocławiu

## Inne projekty na Dolnym Śląsku
- 1896-1899 - Dom Zdrojowy w Świeradowie-Zdroju
- 1900-1902 - szpital przeciwgruźliczy "Wysoka Łąka" w Kowarach
- budynek Muzeum Karkonoskiego w Jeleniej Górze
- 1900-1901 - Cerkiew św.Archanioła Michała w Sokołowsku

Grosser był także autorem projektów przebudowy:
- ratusza w Wałbrzychu
- pałacu hrabiów Henckel von Donnersmarck w Brynku (przebudowa z 1905–1908) (zachowany)
- pałacu w Chróstniku
- zamku Paulinum w Jeleniej Górze